# Bankouma (Bondokuy)
Pour les articles homonymes, voir Bankouma.
Bankouma est une commune située dans le département de Bondokuy de la province du Mouhoun au Burkina Faso.